# نولندورف‌پلاتز
نولندورف‌پلاتز (آلمانی: Nollendorfplatz) نام یکی از محله‌های برلین است که در شونبرگ واقع شده و یک محله همجنس‌گرایان به شمار می‌رود.